# 邱宗岳
邱宗岳（1890年—1975年），又名邱崇彦，男，浙江诸暨人，中国化学教育家，南开大学化学系的创始人。1922年，他的一堂定性分析课为南开大学赢得洛克菲勒基金会捐款，用于思源堂的建设。1975年去世。第三届全国人大代表。